# Bird Averitt
William Rodney "Bird" Averitt (Hopkinsville, Kentucky; 22 de julio de 1952-12 de diciembre de 2020) fue un jugador de baloncesto estadounidense que disputó tres temporadas en la ABA y dos más en la NBA. Con 1,85 metros de estatura, lo hacía en la posición de escolta.

## Trayectoria deportiva

### Universidad
Jugó durante tres temporadas con los Waves de la Universidad de Pepperdine, en las que promedió 31,4 puntos y 4,9 rebotes por partido. En 1973 fue el mejor anotador de toda la División I de Baloncesto Masculino de la NCAA, promediando 33,9 puntos por partido. Fue el mejor anotador de la West Coast Conference en sus dos últimas temporadas, y ostenta el récord de la conferencia de más puntos anotados en un partido, con 57 ante Nevada. En su última temporada fue elegido como Jugador del Año de la WCC.

### Profesional
Fue elegido en la quincuagésimo quinta posición del Draft de la NBA de 1973 por Portland Trail Blazers, y también por los San Diego Conquistadors en la segunda ronda del Draft de la ABA, pero acabó firmando por los San Antonio Spurs, en aquel tiempo en la liga del balón tricolor. En su única temporada en el equipo tejano promedió 11,5 puntos y 1,8 asistencias por partido.
Al año siguiente fue traspasado a Kentucky Colonels, donde jugando como sexto hombre ayudó con 13,1 puntos y 3,8 asistencias por partido a conseguir el Campeonato de la ABA. La temporada 1975-76 sería la mejor de su carrera a nivel estadístico, siendo el segundo máximo anotador del equipo, solo por detrás de Artis Gilmore y por delante de Maurice Lucas, promediando 17,9 puntos y 3,9 asistencias.
Tras esa temporada, la liga desapareció, fusionándose con la NBA, pero su equipo optó por la retirada, por lo que entró en un draft de dispersión, siendo elegido por los Buffalo Braves. En su primera temporada en la nueva liga se vio relegado al banquillo, promediando 7,9 puntos y 1,8 asistencias por partido.
En la temporada siguiente fue traspasado a New Jersey Nets, pero fue despedido tras 21 partidos, regresando a los Barves como agente libre. Antes del comienzo de la temporada 1978-79, y ya con el equipo con la denominación de San Diego Clippers, fue despedido, retirándose definitivamente.

## Estadísticas de su carrera en la ABA y la NBA

### Temporada regular
| Temporada | Edad | Equipo            | Liga  | P   | TIT | MIN  | TC  | TCA  | %TC  | 3P  | 3PA | %3P  | TL  | TLA | %TL  | R.OF. | R.DEF. | REB | ASIS | ROB | TAP | PER | FP  | PTS  |
| 1973-74   | 21   | San Antonio Spurs | ABA   | 74  |     | 22.1 | 4.6 | 12.3 | .376 | 0.1 | 0.7 | .180 | 2.1 | 3.0 | .696 | 0.6   | 1.0    | 1.6 | 1.8  | 0.9 | 0.1 | 1.9 | 2.2 | 11.5 |
| 1974-75   | 22   | Kentucky Colonels | ABA   | 84  |     | 24.2 | 5.0 | 12.1 | .416 | 0.1 | 0.6 | .149 | 3.0 | 3.8 | .778 | 0.6   | 1.6    | 2.2 | 3.8  | 1.0 | 0.2 | 2.8 | 2.5 | 13.1 |
| 1975-76   | 23   | Kentucky Colonels | ABA   | 78  |     | 29.1 | 7.0 | 16.3 | .429 | 0.5 | 1.6 | .313 | 3.4 | 4.4 | .769 | 0.7   | 2.0    | 2.7 | 3.8  | 1.4 | 0.3 | 2.8 | 2.7 | 17.9 |
| 1976-77   | 24   | Buffalo Braves    | NBA   | 75  |     | 15.1 | 3.1 | 8.3  | .378 |     |     |      | 1.6 | 2.3 | .716 | 0.3   | 0.8    | 1.0 | 1.8  | 0.4 | 0.1 |     | 1.7 | 7.9  |
| 1977-78   | 25   | TOTAL             | NBA   | 55  |     | 19.7 | 3.6 | 8.8  | .409 |     |     |      | 1.8 | 2.6 | .709 | 0.3   | 1.2    | 1.5 | 3.6  | 0.7 | 0.2 | 2.6 | 2.2 | 9.0  |
| 1977-78   | 25   | New Jersey Nets   | NBA   | 21  |     | 19.5 | 3.3 | 9.0  | .367 |     |     |      | 1.7 | 2.1 | .800 | 0.3   | 1.2    | 1.6 | 3.2  | 0.8 | 0.0 | 2.6 | 1.8 | 8.3  |
| 1977-78   | 25   | Buffalo Braves    | NBA   | 34  |     | 19.9 | 3.8 | 8.7  | .436 |     |     |      | 1.9 | 2.8 | .667 | 0.3   | 1.2    | 1.5 | 3.8  | 0.6 | 0.2 | 2.6 | 2.5 | 9.5  |
| Total     |      |                   | TOTAL | 366 |     | 22.3 | 4.8 | 11.8 | .405 | 0.2 | 1.0 | .249 | 2.4 | 3.3 | .743 | 0.5   | 1.3    | 1.9 | 2.9  | 0.9 | 0.2 | 2.5 | 2.3 | 12.1 |
|           |      |                   | ABA   | 236 |     | 25.2 | 5.6 | 13.6 | .410 | 0.2 | 1.0 | .249 | 2.8 | 3.8 | .754 | 0.6   | 1.6    | 2.2 | 3.2  | 1.1 | 0.2 | 2.5 | 2.5 | 14.2 |
|           |      |                   | NBA   | 130 |     | 17.1 | 3.3 | 8.5  | .392 |     |     |      | 1.7 | 2.4 | .713 | 0.3   | 1.0    | 1.2 | 2.5  | 0.5 | 0.1 | 2.6 | 1.9 | 8.3  |

### Playoffs
| Temporada | Edad | Equipo            | Liga | P  | MIN | TCA | TC  | 3PA | 3P | TLA | TL | R.OF. | REB | ASIS | ROB | TAP | PER | FP | PTS | %TC  | %3P  | %FT  | MIN  | PTS  | REB | AST |
| 1973-74   | 21   | San Antonio Spurs | ABA  | 6  | 104 | 19  | 51  | 0   | 3  | 15  | 19 | 0     | 11  | 2    | 1   | 4   | 9   | 11 | 53  | .373 | .000 | .789 | 17.3 | 8.8  | 1.8 | 0.3 |
| 1974-75   | 22   | Kentucky Colonels | ABA  | 14 | 265 | 56  | 154 | 1   | 5  | 25  | 31 | 5     | 22  | 30   | 7   | 0   | 24  | 32 | 138 | .364 | .200 | .806 | 18.9 | 9.9  | 1.6 | 2.1 |
| 1975-76   | 23   | Kentucky Colonels | ABA  | 10 | 358 | 80  | 198 | 2   | 13 | 37  | 42 | 7     | 22  | 61   | 12  | 2   | 30  | 31 | 199 | .404 | .154 | .881 | 35.8 | 19.9 | 2.2 | 6.1 |
| Total     |      |                   | ABA  | 30 | 727 | 155 | 403 | 3   | 21 | 77  | 92 | 12    | 55  | 93   | 20  | 6   | 63  | 74 | 390 | .385 | .143 | .837 | 24.2 | 13.0 | 1.8 | 3.1 |